# Yuty

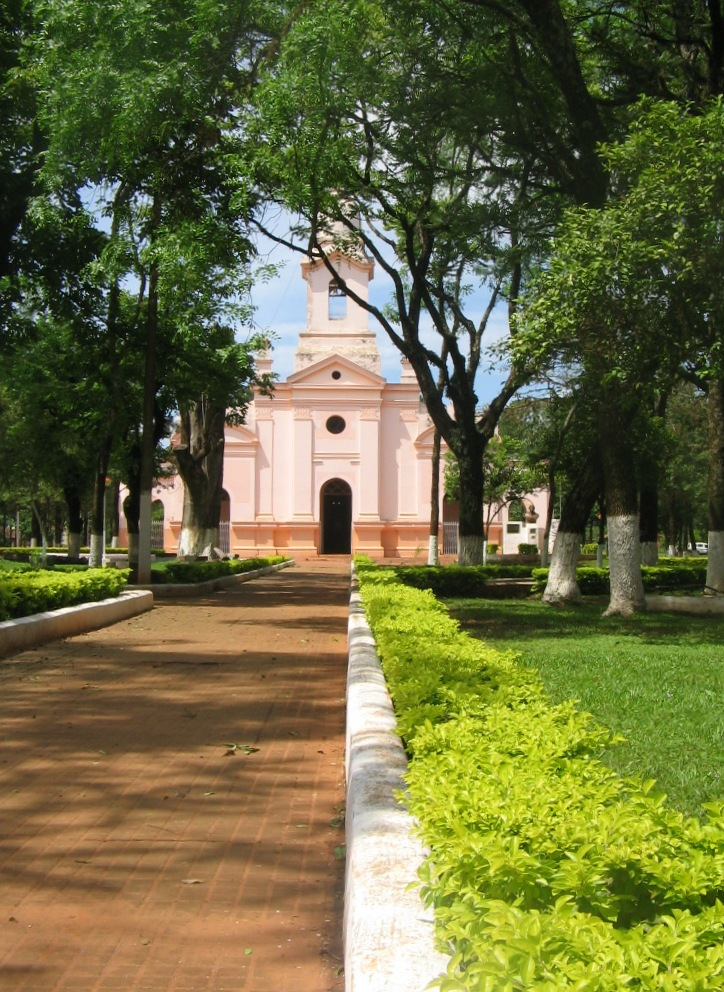
La Plaza principal y la Iglesia.

Yuty es una de las ciudades paraguayas más antiguas, ubicada en el departamento de Caazapá. Fundada por el Fray Luis de Bolaños en el año 1611.

## Toponimia
El origen de su nombre tiene dos versiones:
- Una de ellas es que significa en guaraní "lugar de espinas" (Ju=aguja ty=lugar) en este caso se reemplazó la J por Y.
- La segunda versión dice que el lugar era zona de reuniones y que cuando a los originarios se les preguntaba de dónde venían respondían: "Aju aty hágui" (vengo del lugar de reuniones) y por contracción quedó en Yuty.

Curiosidad: un cráter del planeta Marte, lleva el nombre de esta ciudad.

## Historia

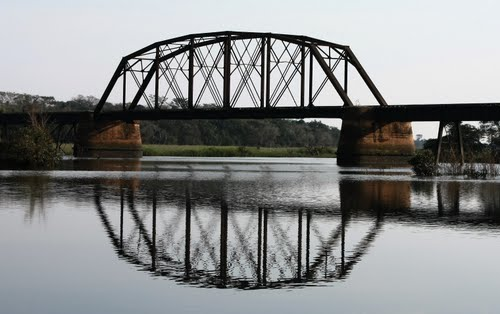
Puente ferroviario sobre el Río Pirapó, construido en Nueva York por American Bridge y fue instalado en su lugar actual en 1909.

Fundada el 4 de octubre de 1611 por Fray Luis de Bolaños con el nombre de San Francisco de Yuty, es una de las ciudades más tradicionales y antiguas del Paraguay.
Colonos europeos, especialmente italianos e irlandeses llegaron a la ciudad en los años ´50.
El gran florecimiento de Yuty se dio entre 1920 y 1950 con la llegada del FF.CC. La decadencia de este también llevó al estancamiento de la ciudad. Sin embargo, una buena administración municipal (2001-2006) ha permitido revalorizar sus antiguas construcciones franciscanas componiendo un diseño urbano armónico y pintoresco.
En abril del 2012 se separó Tres de Mayo como un distrito aparte de Yuty, perdiendo Yuty parte de su territorio.

## Geografía

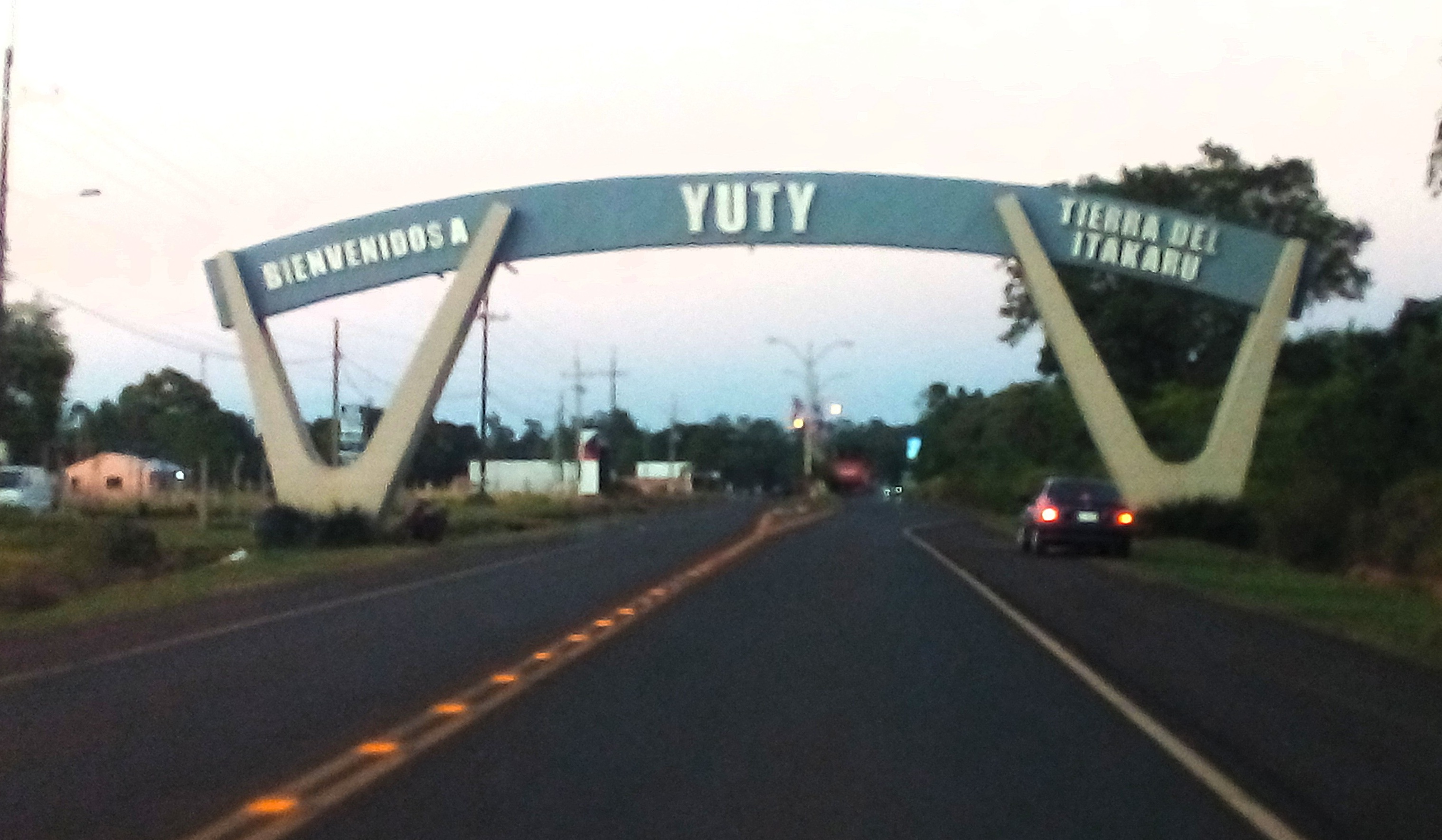
Acceso a Yuty por la Ruta PY08.

A 98 km de la capital departamental Ciudad de Caazapá y a 330 km de Asunción, tiene una superficie de 457 km², cruzan su territorio el río Tebicuary y el río Pirapó. También el arroyo Aguaray, donde hay minas de magnetita.
Yuty cuenta con una riqueza ecológica considerable debido a sus surcos de agua y sus zonas anegables que albergan a una rica población de anfibios y animales menores. 
Su potencial económico proviene de los cultivos de arroz y algodón, sus campos dedicados a la ganadería y el potencial turístico que le conceden su tradición franciscana y su cercanía con el Parque nacional San Rafael.

### Clima
La temperatura media es de 21 °C, la máxima en verano 37 °C y la mínima en invierno, 1 °C. Está situada en uno de los departamentos que registra mayor nivel de precipitaciones, por lo que la región es excelente para la explotación agropecuaria.

## Demografía
Yuty cuenta con una población de 14 924 habitantes, según datos oficiales del censo paraguayo de 2022.

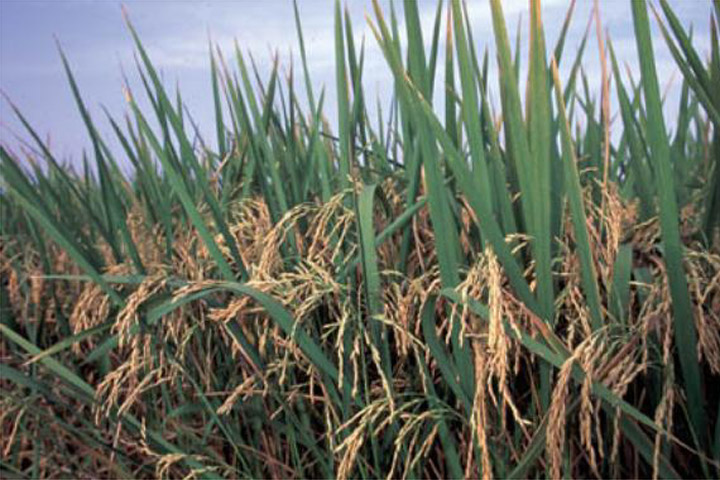
Plantación de arroz.

## Economía
Las principales actividades de los pobladores es la explotación de madera y el cultivo extensivo, sobre todo de soja, y yerba mate, por lo cual es un importante centro ganadero y agrícola.
La firma canadiense Transandes Paraguay S.A, confirmó en junio de 2007 la existencia de uranio en Yuty, bajo una capa de basalto a 50 metros de profundidad. En la zona hay expectativa por la explotación del mineral que de suceder podría generar fuentes de trabajo.

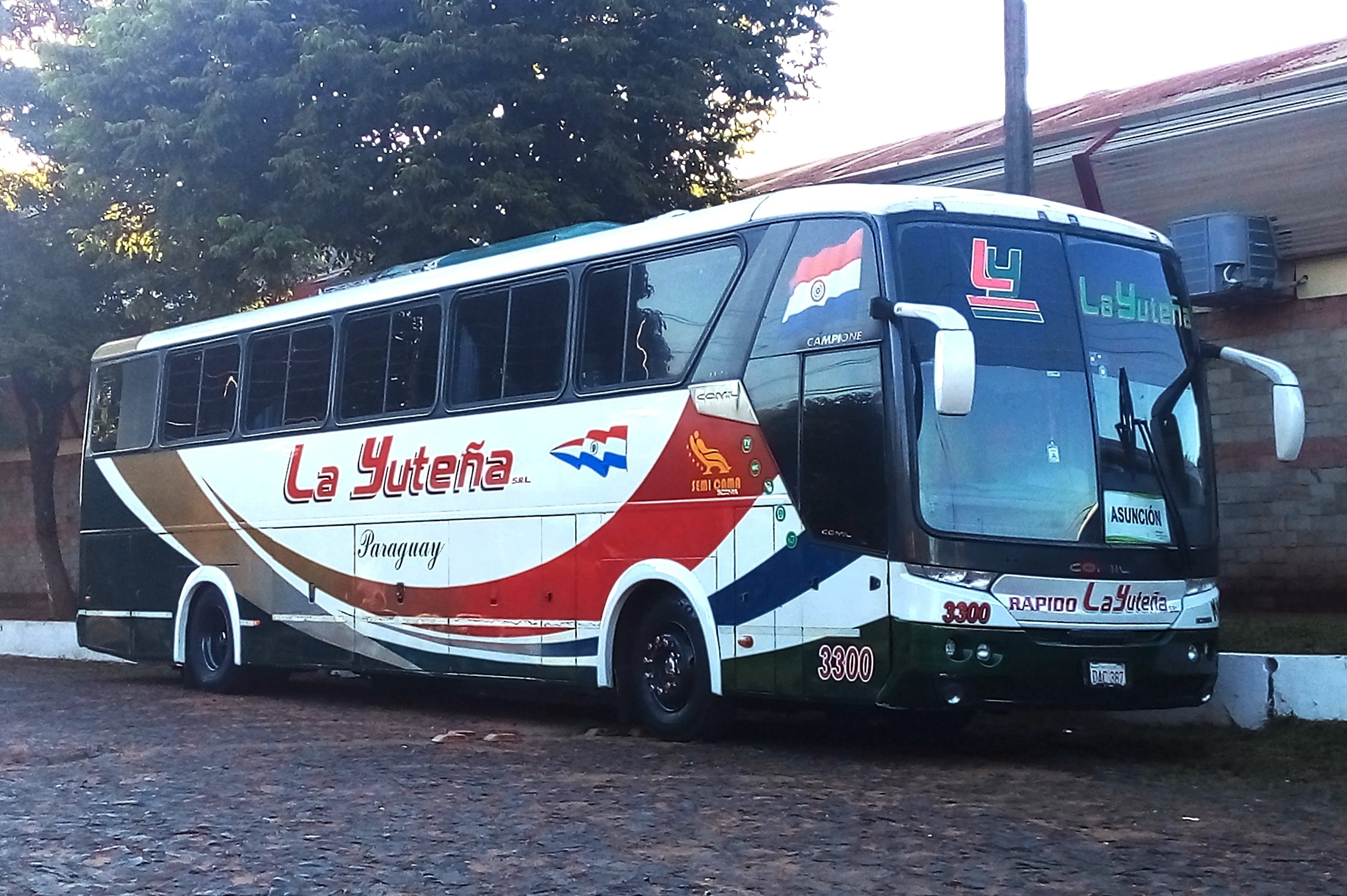
Colectivo de la empresa La Yuteña, a su paso por Yuty.

## Cultura
Para hablar de la cultura que tiene la ciudad de Yuty tardaríamos mucho tiempo por las leyendas que recorren de boca en boca entre los ciudadanos, por citar una de ellas, La Leyenda del "Jagua Rungua". De paso los más conocidos al igual que en el resto del país son el mito del Luisón, la leyenda del Pombero y el mito hermano del Luisón Jasy Jateré.
En el año 2019, el 4 de octubre fue inaugurado el primer Museo Histórico Cultural del municipio junto con la entrega de un camión hidráulico para los Bomberos Voluntarios de Yuty.
Yuty cuenta con el Festival Artístico del "Ita Karu" que se realiza anualmente, en fechas próximas al 8 de septiembre. Además su Festival Fundacional abierto a todo público cada 4 de octubre
Cuenta también con la estación del tren, hoy en desuso pero en proceso de restauración, construida en 1902, a orillas del Río Pirapo

## Personalidades
- Tadeo Zarratea (nacido en 1946), abogado, lingüista y escritor.

## Separación de Tres de Mayo
En abril del 2012 se separó Tres de Mayo que solía ser parte de Yuty para que este se combirtiese en un municipio separado.